# Ilie Balaci
Ilie Balaci (* 13. September 1956 in Bistreț; † 21. Oktober 2018 in Craiova) war ein rumänischer Fußballspieler und -trainer.  Er war ein offensiver Mittelfeldspieler und gehörte zu der so genannten „goldenen Generation“ der 1980er Jahre des Vereins Universitatea Craiova. Er bestritt insgesamt 347 Spiele in der höchsten rumänischen Fußballliga, der Divizia A, und kam zu 69 Einsätzen für die rumänische Fußballnationalmannschaft.
Seit dem Ende seiner Karriere arbeitete er als Fußballtrainer vornehmlich am Persischen Golf und in Nordafrika.

## Spielerkarriere

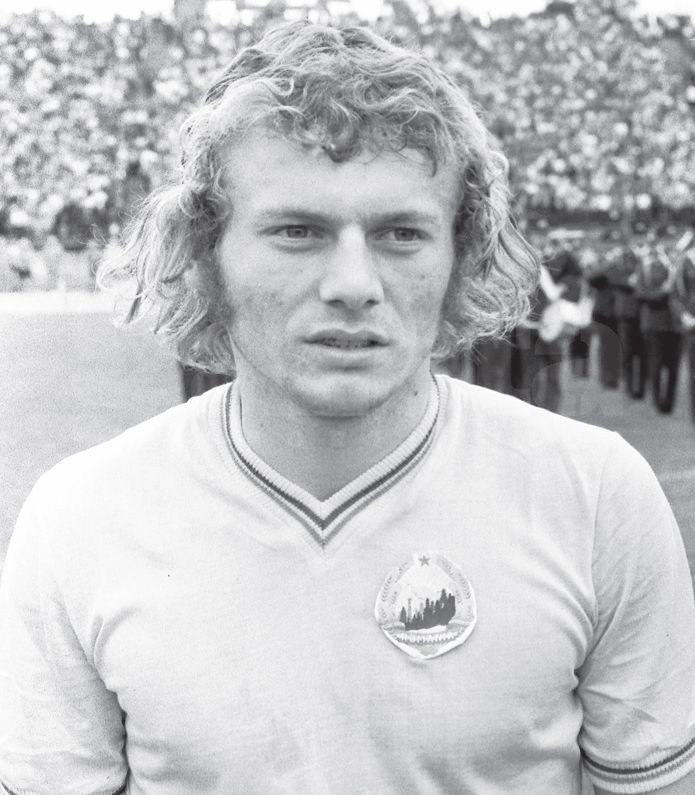
Ilie Balaci bei der Nationalmannschaft

### Verein
Im Alter von neun Jahren begann Balaci bei Universitatea Craiova mit dem Fußballspielen. Nachdem er alle Jugendmannschaften durchlaufen hatte, rückte er zu Beginn der Saison 1973/74 in die erste Mannschaft auf und kam am 12. August 1973 zu seinem ersten Einsatz in der höchsten rumänischen Fußballliga, der Divizia A. Balaci schaffte auf Anhieb den Sprung zum Stammspieler und konnte in seiner Premierensaison bereits die rumänische Meisterschaft gewinnen. Er blieb Universitatea Craiova bis 1985 treu und erlebte die erfolgreichste Zeit des Vereins Anfang der 1980er-Jahre als Spieler mit, als der Verein in den Jahren 1980 und 1981 erneut die Meisterschaft gewann, sowie 1983 das Halbfinale im UEFA-Pokal erreichte. In dieser Zeit wurde er zweimal zum rumänischen Fußballer des Jahres gewählt. Vier Pokalsiege rundeten die erfolgreiche Zeit ab.
Im Herbst 1983 verletzte sich Balaci schwer und kam ein Jahr lang kaum zum Einsatz. Im Herbst 1984 wechselte er zum Ligakonkurrenten FC Olt Scornicești, um wieder zu Spielpraxis zu kommen. Im Jahr 1986 schloss er sich Dinamo Bukarest an, ehe er seine Karriere im Jahr 1988 beendete.

### Nationalmannschaft
Balaci bestritt insgesamt 69 Spiele für die rumänische Fußballnationalmannschaft und erzielte acht Tore. Sein Debüt gab er bereits im Alter von 17 Jahren am 23. März 1974 gegen Frankreich. Aufgrund einer langwierigen Verletzung konnte er nicht an der Fußball-Europameisterschaft 1984 in Frankreich teilnehmen, obwohl er zuvor über viele Jahre zum Kader gehört hatte.

## Trainerkarriere
Nach dem Ende seiner aktiven Laufbahn übernahm Balaci zunächst die in der zweitklassigen Divizia B spielenden CS Drobeta Turnu Severin als Spielertrainer. Von dort wechselte er im Jahr 1991 nach Tunesien und übernahm Club Africain Tunis, wo er 1992 das Tripel aus CAF Champions League, Championnat de Tunisie und tunesischem Pokal gewann. Im selben Jahr wechselte Balaci nach Marokko zu Olympique Casablanca, wo er zweimal arabischer Pokalsieger, zweimal marokkanischer Pokalsieger und einmal marokkanischer Meister wurde.
Balaci verließ aber bereits 1994 Casablanca und wechselte zu Al Shabab in die Vereinigten Arabischen Emirate. Bevor er 1996 den Klub verließ, gewann er dort Meisterschaft und Pokal. Von 1996 bis 1998 trainierte Balaci die saudi-arabischen Vereine Al-Nasr (mit Ion Manu als Co-Trainer) und Al-Hilal, mit denen er jeweils den Pokal der Landesmeister des Golfstaaten sowie einmal Meister wurde. Mit Al-Hilal erreichte er 1998 das Finale der AFC Champions League.
Im Jahr 1998 kehrte Balaci nach Rumänien zurück und übernahm seinen Heimatverein Universitatea Craiova. Dort wurde er aber noch vor der Winterpause bereits wieder entlassen, sodass er in die Vereinigten Arabischen Emirate zurückkehrte und Al Ain Club übernahm. Hier fügte er seiner Sammlung mit dem Gewinn des arabischen Pokals, einer Meisterschaft und einem Pokalsieg weitere Titel hinzu.
Durch seine Erfolge am Persischen Golf erhielt Balaci im Frühjahr 2001 erneut die Möglichkeit, Universitatea Craiova zu übernehmen. Doch auch dieses Mal endete sein Engagement bereits nach fünf Spielen vorzeitig. Balaci kehrte erneut in den Mittleren Osten zurück und betreute in den folgenden Jahren die beiden katarischen Vereine Al-Sadd und Al-Arabi sowie die beiden Teams von Al-Ahli und erneut Al Shabab aus den Vereinigten Arabischen Emiraten.
Im Dezember 2002 war Balaci an alte Wirkungsstätte zu dem saudi-arabischen Klub Al-Hilal zurückgekehrt. Nachdem das entscheidende Spiel im Golf-Vereinspokal gegen Al-Arabi al-Kuwait verloren gegangen war, gab er sein Amt im März 2003 allerdings auch schon wieder auf. Im Februar 2006 wurde Balaci mit 37,5 % Hauptaktionär des rumänischen Zweitligisten FC Caracal.
Nach seiner Entlassung bei Al Shabab im November 2006 war Balaci eine Zeit lang ohne Verein, bevor er Manager bei Universitatea Craiova wurde. Im Juli 2009 kündigte er seinen Vertrag und heuerte in der Kuwaiti Premier League bei Kazma SC an, den er bis März 2010 betreute. Unmittelbar vor dem Start der Gruppenphase in der CAF Champions League 2011 unterschrieb Balaci am 14. Juli 2011 einen Vertrag bei dem marokkanischen Erstligisten Raja Casablanca. Im Jahr 2013 arbeitete Balaci einige Monate als Trainer für Al-Nahda in Saudi-Arabien. Von April bis Oktober 2016 trainierte er den sudanesischen Verein al-Hilal Khartum, mit dem er die Meisterschaft gewinnen konnte.
Er starb im Oktober 2018 im Alter von 62 Jahren an einem Herzinfarkt. Er hatte zwei Töchter. Die ältere war mit dem Fußballspieler und -trainer Eugen Trică verheiratet und ist seit 2015 von ihm geschieden. Die jüngere, Liana Ungur, war Tennisprofi und ist mit dem Tennisprofi Adrian Ungur verheiratet.

## Erfolge

### Spieler
Universitatea Craiova
- Rumänischer Meister: 1974, 1980, 1981
- Rumänischer Pokalsieger: 1977, 1978, 1981,  1983
- Halbfinalist im UEFA-Pokal: 1983

### Auszeichnungen
- Rumäniens Fußballer des Jahres: 1981, 1982

### Trainer
Club Africain Tunis
- Tunesischer Meister: 1992
- Tunesischer Pokalsieger: 1992
- CAF-Champions-League-Sieger: 1992
- Afro-Asien-Pokal-Sieger: 1992

Olympique Casablanca
- Marokkanischer Meister: 1994
- Marokkanischer Pokalsieger: 1993
- Arabischer Pokal der Pokalsieger: 1993, 1994

Al Shabab
- Meister der Vereinigten Arabischen Emirate: 1995

Al Nasr
- GCC-Champions-League-Sieger: 1997

Al Hilal
- Saudi-Arabischer Meister: 1998
- GCC-Champions-League-Sieger: 1998
- Asian-Super-Cup-Sieger: 2000
- Saudischer Pokalsieger: 2003

Al Ain
- UAE-President’s-Cup-Sieger: 1999
- Meister der Vereinigten Arabischen Emirate: 2000

Al Sadd
- Arab-Club-Champions-Cup-Sieger: 2001

Al Ahli
- UAE-President’s-Cup-Sieger: 2004

Al-Hilal Khartum
- Sudanesischer Meister: 2016